# Tyson Foerster
Tyson Foerster, född 18 januari 2002, är en kanadensisk professionell ishockeyforward som är kontrakterad till Philadelphia Flyers i National Hockey League (NHL) och spelar för Lehigh Valley Phantoms i American Hockey League (AHL).
Han har tidigare spelat för Barrie Colts i Ontario Hockey League (OHL).
Foerster draftades av Philadelphia Flyers i första rundan i 2020 års draft som 23:e spelare totalt.

## Statistik
| 2015–2016  | Barrie Colts U14       | ETA        | 62  | 27 | 34 | 61  | 46 | — | — | — | —  | — |
| 2016–2017  | Barrie Colts U15       | ETA        | 37  | 12 | 20 | 32  | 30 | — | — | — | —  | — |
| 2017–2018  | Barrie Colts U16       | ETA        | 34  | 20 | 41 | 61  | 24 | 8 | 5 | 9 | 14 | 8 |
|            | Stouffville Spirit     | OJHL       | 2   | 0  | 0  | 0   | 0  | — | — | — | —  | — |
| 2018–2019  | Barrie Colts           | OHL        | 64  | 10 | 13 | 23  | 24 | — | — | — | —  | — |
| 2019–2020  | Barrie Colts           | OHL        | 62  | 36 | 44 | 80  | 53 | — | — | — | —  | — |
| 2020–2021  | Lehigh Valley Phantoms | AHL        | 24  | 10 | 7  | 17  | 16 | — | — | — | —  | — |
| 2021–2022  | Lehigh Valley Phantoms | AHL        | 9   | 2  | 1  | 3   | 4  | — | — | — | —  | — |
|            | Barrie Colts           | OHL        | 13  | 6  | 5  | 11  | 6  | 6 | 1 | 3 | 4  | 4 |
| 2022–2023  | Philadelphia Flyers    | NHL        | 1   | 0  | 0  | 0   | 0  | — | — | — | —  | — |
|            | Lehigh Valley Phantoms | AHL        | 56  | 18 | 20 | 38  | 47 | — | — | — | —  | — |
| NHL totalt | NHL totalt             | NHL totalt | 1   | 0  | 0  | 0   | 0  | — | — | — | —  | — |
| AHL totalt | AHL totalt             | AHL totalt | 89  | 30 | 28 | 58  | 67 | — | — | — | —  | — |
| OHL totalt | OHL totalt             | OHL totalt | 139 | 52 | 62 | 114 | 83 | 6 | 1 | 3 | 4  | 4 |

### Internationellt
| Källa: Uppdaterad: 2023-03-10 | Källa: Uppdaterad: 2023-03-10 | Källa: Uppdaterad: 2023-03-10 |         | Utv = Utvisningsminuter | Utv = Utvisningsminuter | Utv = Utvisningsminuter | Utv = Utvisningsminuter | Utv = Utvisningsminuter |
| År                            | Lag                           | Mästerskap                    | Matcher | Mål                     | Assists                 | Poäng                   | Utv                     |                         |
| ----------------------------- | ----------------------------- | ----------------------------- | ------- | ----------------------- | ----------------------- | ----------------------- | ----------------------- | ----------------------- |
| 2022                          | Kanada                        | JVM                           | 7       | 3                       | 3                       | 6                       | 0                       |                         |
| Junior totalt                 | Junior totalt                 | Junior totalt                 | 7       | 3                       | 3                       | 6                       | 0                       |                         |